# پوشش جانوران

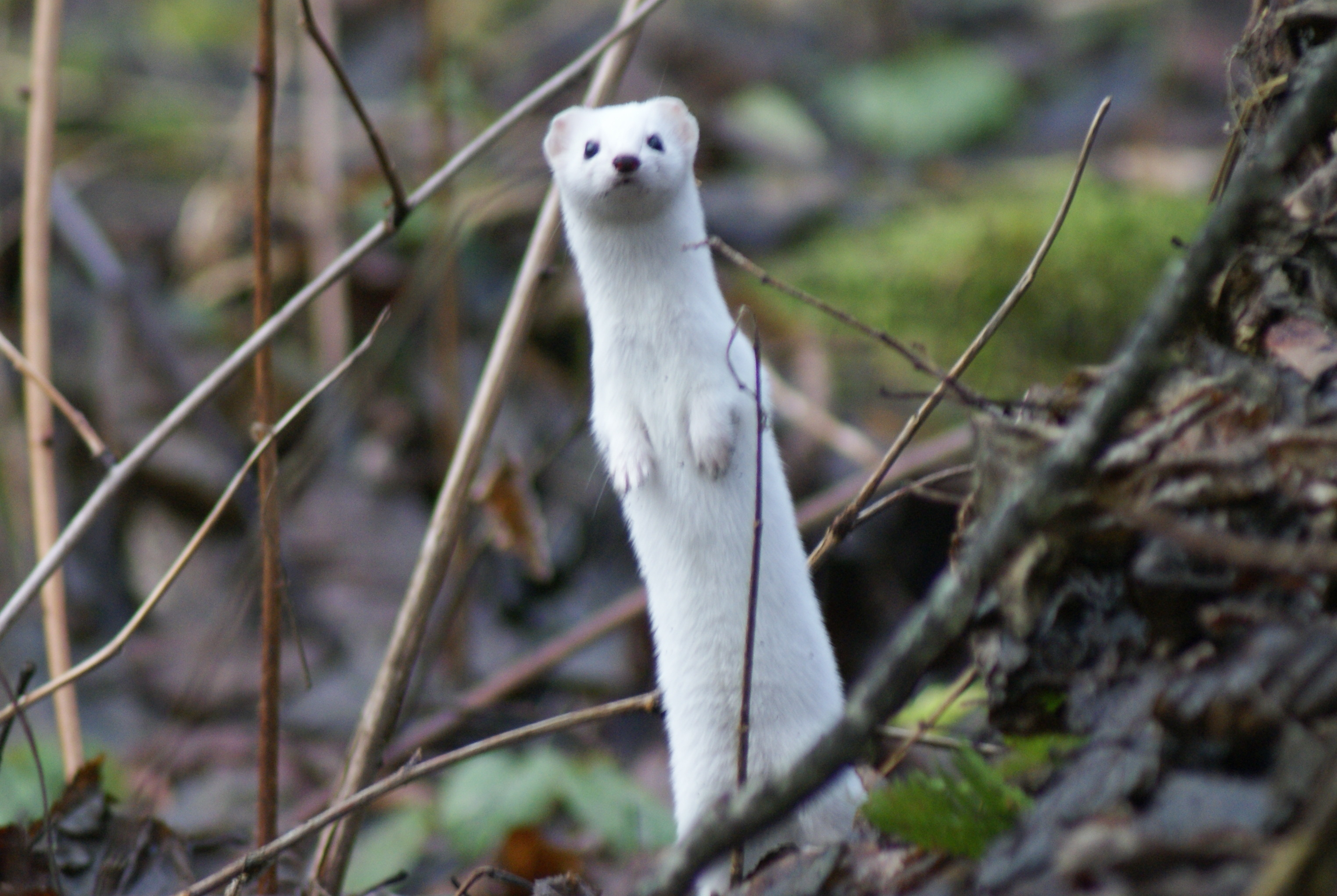
یک راسوی کوچک (Mustela nivalis) با پوشش زمستانی سفید در لهستان. در فصل‌ها و اقلیم‌های گرم‌تر، راسوها عمدتاً پوشش قهوه‌ای دارند.

پوشش به ماهیت و کیفیت خز یک پستاندار گفته می‌شود. در نگهداری جانوران، پوشش ویژگی‌ای است که کیفیت زادگیری گزینشی یک نمونه و همچنین سطح دامپروری جانور را نشان می‌دهد. پوشش بخش جدایی‌ناپذیر داوری در رقابت‌هایی مانند مسابقات سگ، نمایش گربه، نمایش اسب (به‌ویژه در رده‌های نمایش مهارت) یا نمایش خرگوش به‌شمار می‌آید.
پوشش یک جانور نمایشی ممکن است به انواع گوناگون مو، خز یا پشم تقسیم شود که بافتی از کرکی تا زبر دارند. افزون بر این، جانور ممکن است دارای یک لایه پوشش باشد یا چند لایه پوشش داشته باشد، مانند یک خز و یک لایهٔ بیرونی که از خز تشکیل شده است. وضعیت پوشش نشانگر زادگیری گزینشی و سلامت جانور است.
جانوران ممکن است در فصل‌های مختلف، کیفیت پوشش متفاوتی داشته باشند. معمولاً جانورانی که پوشش خز یا مو دارند، در فصل‌های سرد سال پوشش زمستانی ضخیم‌تر و/یا بلندتری پیدا می‌کنند که با طولانی‌شدن روزها در بهار و تابستان، به پوشش تابستانی کوتاه‌تر و براق‌تر تبدیل می‌شود. این فرایند در اقلیم‌هایی که در تمام سال گرم هستند ممکن است محسوس نباشد، هرچند جانوران همچنان ممکن است به‌طور دوره‌ای پوشش خود را بریزند. این فرایند همچنین می‌تواند با نگه‌داشتن مصنوعی جانور زیر پتو یا، در مورد جانوران کوچک، در فضای بسته، کاهش یابد.
فک‌ها و خرس‌های قطبی دارای موهای محافظ بلندتر هستند که بخش قابل‌مشاهدهٔ خز را تشکیل می‌دهد؛ موهای محافظ خرس قطبی توخالی هستند.
برخی ملاحظات در ارزیابی کیفیت پوشش یک جانور:
- رنگ (رنگ پوشش متفاوت از آنچه در استاندارد نژاد مجاز است، باعث رد صلاحیت می‌شود)
- نشانه‌ها (توزیع رنگ، خال‌ها و لکه‌ها؛ برای نمونه، پوشش خالدار یک سگ دالماسی و پوشش مرل یک شپرد استرالیایی متمایز است؛ نشانه‌های تریرها متفاوت است)
- الگو (نشانه‌های خاص و قابل پیش‌بینی؛ مانند گربه خط‌دار که الگویی رایج در گربه‌هاست)
- بافت مو (صاف، زبر، مجعد، مستقیم، شکسته)
- طول مو
- سلامت پوشش مو (براق یا کدر، شکننده یا انعطاف‌پذیر و غیره)